# Осадчий В'ячеслав Володимирович
Осадчий В'ячеслав Володимирович — доктор педагогічних наук, професор, декан факультету економіки та управління Київського столичного університету імені Бориса Грінченка, Заслужений діяч науки і техніки, член-кореспондент Національної академії педагогічних наук України, член-кореспондент Української Академії Акмеології, дійсний член-засновник Академії когнітивних та природничих наук, «Відмінник освіти України».

## Біографія
Народився 22 грудня 1975 року в місті Києві.   
У 1992 році зі срібною медаллю закінчив загальноосвітню школу № 5 у м. Первомайськ (Миколаївської обл.).
У 1997 році закінчив Мелітопольський державний педагогічний інститут за спеціальністю «Хімія та основи інформатики».
У 2013 році закінчив Запорізький національний університет за спеціальністю «Фінанси та кредит»
З 2017 року по 2018 рік паралельно навчався в магістратурі Української інженерно-педагогічної академії за освітньою програмою «Управління інтелектуальною власністю», здобув кваліфікацію «магістр з управління інтелектуальною власністю» та Мелітопольського державного педагогічного університету імені Богдана Хмельницького за освітньою програмою «Психологія. Практична психологія», здобув професійну кваліфікацію «психолог». З 2019 по 2020 рік навчався в магістратурі Запорізького національного університету та здобув кваліфікацію за освітньою програмою "Комп'ютерні науки".
Трудову діяльність розпочав з роботи вчителем інформатики у Мелітопольському навчально-виробничому комбінаті № 1 у 1994 році.
З 1998 по 1999 роки служив у Збройних силах України.
З квітня 1999 року по грудень 2022 року працював у Мелітопольському державному педагогічному університеті імені Богдана Хмельницького. Трудову діяльність розпочав з посади начальника обчислювального центру кафедри інформатики і обчислювальної техніки, пройшовши шлях від асистента до завідувача кафедри інформатики і кібернетики [Архівовано 3 вересня 2018 у Wayback Machine.], професора, першого проектора. Є співголовою журі Всеукраїнського конкурсу наукових робіт з Інформаційно-комунікаційних технологій (Мелітопольський державний педагогічний університет імені Богдана Хмельницького, з 2017 року) та постійним членом журі з Професійної освіти (Українська інженерно-педагогічна академія, м. Харків), Всеукраїнського конкурсу наукових робіт з Інформаційних технологій (Хмельницький національний університет, м. Хмельницький, з 2015 по 2020 рр.).
З 2022 року працює у Київському столичному університеті імені Бориса Грінченка.

## Досягнення
Має державні та відомчі нагороди: Почесна грамота Міністерства освіти і науки України (2007), знак «Відмінник освіти України» (2009), Подяка Прем'єр-міністра України (2013), Грамота Міністерства освіти і науки України (2016), Почесна грамота Кабінету Міністрів України (2017), Заслужений діяч науки і техніки (2018). Наукові досягнення та навчально-методичні здобутки В. В. Осадчого були відзначені стипендією Кабінету Міністрів України для молодих учених, Почесним Дипломом виставки «Інноваційні технології навчання», Почесними Дипломами виставок «Сучасна освіта в Україні — 2008», «Сучасна освіта в Україні — 2010», «Сучасна освіта в Україні — 2012».

## Наукова діяльність
Є членом редакційних колегій наукометричних журналів, які індексуються у базах даних Index Copernicus (Ukrainian Journal of Educational Studies and Information Technology, Educational Technology Quarterly, Educational Dimension) та Thomson Reuters, Електронного наукового фахового видання Information Technologies and Learning Tools). Член програмного комітету щорічних міжнародних конференцій  International Conference on Higher Education Advances (Іспанія, з 2017 року), Cloud Technologies in Education (Україна, з 2019 року), Workshop on Computer Science and Software Engineering (Україна, з 2019 року), "Computing Conference (formerly called Science and Information (SAI) Conference)" (UK, з 2020 року), Intelligent Systems Conference (IntelliSys) (The Netherlands, з 2021 року), FTC - Future Technologies Conference 2021 (Canada, з 2021 року), Future of Information and Communication Conference (San Francisco, United States, з 2022 року).
Здійснює керівництво докторантурою та аспірантурою зі спеціальності 015 Професійна освіта (Інформаційні технології). Член спеціалізованих вчених рад: 13.00.04 — теорія і методика професійної освіти (Мелітопольський державний педагогічний університет імені Богдана Хмельницького) (з 2016 р.), 13.00.10 — інформаційні технології в освіті (Інститут інформаційних технологій і засобів навчання НАПН України) (з 2015 по 2017 рр.). За останні роки під його керівництвом було захищено 42 — дипломних, 3 кандидатські та 3 докторські дисертації, 5 дисертацій на ступінь доктора філософії, одержано призові місця на Всеукраїнських олімпіадах і конкурсах наукових робіт у сфері теорії і методики професійної освіти, комп'ютерних наук та інформаційних технологій, є членом журі Всеукраїнських олімпіад та конкурсів наукових робіт.

### Цитування наукових праць
За показниками Google Академії, відомо 3119 цитування його праць, у тому числі 46 цитування посібника «Створення електронного підручника: принципи, вимоги та рекомендації», h-індекс - 31, i 10-індекс - 92. За показниками Scopus - 657 цитування, h-індекс - 16.

## Напрями наукових досліджень
Напрями наукових досліджень — інформаційні технології в навчальному процесі, відкрите програмне забезпечення в навчальному процесі, інформаційні системи в екологічних та біологічних дослідженнях, національна рамка кваліфікацій, професійна підготовка майбутніх фахівців. Головні наукові інтереси: інформаційно-комунікаційні технології, адаптивні системи навчання, змішане навчання, вебпрограмування, інформаційні системи, комп'ютерні мережі, бази знань, підготовка майбутніх фахівців.

### Дисертаційні дослідження
У 2006 році захистив кандидатську дисертацію за темою «Педагогічні засади професійного консультування молоді засобами Інтернет». Одним із вагомих результатів цього дослідження стала розробка Порталу професійного консультування молоді [Архівовано 18 березня 2009 у Wayback Machine.].
У 2013 році захистив докторську  дисертацію за темою «Система інформаційно-технологічного забезпечення професійної підготовки майбутніх учителів в умовах педагогічного університету». У рамках якої було впроваджено інформаційні ресурси  «Електронний журнал» (Св. про реєстрацію авт. права № 21614; Пат. № 75943, Комп'ютерна система рейтингового оцінювання знань студентів), Інформаційно-аналітична система «Університет» — (Св.про реєстрацію авт. права № 43727).

### Основні наукові публікації
Є автором 390 публікацій, із них: 227 наукового та 70 навчально-методичного характеру, в тому числі: 81 статей у наукових журналах, включених до бази Scopus та 30 статей у базі Web of Science, більше 120 статей в наукових фахових виданнях, включених до затвердженого Міністерством освіти і науки України переліку, 2 монографії, 1 патент, 28 свідоцтв про реєстрацію об'єктів авторського права, 7 навчальних посібників (2 з грифом Міністерства освіти і науки України: «Вступ до спеціальності програміста», «Основи розробки веб-додатків»), 9 навчально-методичних посібників, 24 методичних рекомендацій, 12 електронних підручників тощо.

##### Головні видання[21]
- Осадчий В. В. Професійне консультування молоді: можливості мережі Інтернет: навч.-метод. посіб. / В. В. Осадчий, Сисоєва С. О.  – Київ-Мелітополь: ТОВ «ВбМмд», 2005. — 200 с.
- Осадчий В. В. Створення електронного підручника: принципи, вимоги та рекомендації: навч.-метод. посіб.  / В. В. Осадчий, С. В. Шаров. — Мелітополь: ТОВ «Вид. буд. ММД», 2011. — 120 с.
- Осадчий В. В. Вступ до спеціальності програміста: навч. посіб.  / В. В. Осадчий, К. П. Осадча, І. М. Сердюк — Мелітополь: РВЦ МДПУ, 2011. — 291 с. (Рекомендовано МОНМСУ Наказ № 1/11-5623 від 05.07.2011 р.)
- Осадчий В. В. Система інформаційно-технологічного забезпечення професійної підготовки майбутніх учителів: моногр. / В. В. Осадчий. — Мелітополь: ТОВ «Вид. буд. ММД», 2012. — 420 с.
- Осадчий В. В. Основи розробки веб-додатків: навч. посіб. / В. В. Осадчий, В. С. Круглик — Мелітополь: ТОВ «Видавничий будинок ММД», 2012. — 540 с. (Рекомендовано МОНМСУ наказ № 1/11-955 від 26.01.2012 р.)
- Осадчий В. В. Технології дистанційного навчання. Робота з Moodle 2.4: навч. посіб. / В. В. Осадчий, К. П. Осадча. — Мелітополь: Вид-во МДПУ ім. Б.Хмельницького, 2014. — 396 с.
- Осадчий В. В. Бази даних та інформаційні системи: Навчальний посібник / В. В. Осадчий, С. В. Шаров. — [2-ге вид., доп. і перероб.]. — Мелітополь: Вид-во МДПУ ім. Б. Хмельницького, 2015.
- Осадчий В. В. Інтелектуальні інформаційні системи: навч. посіб. / В. В. Осадчий, С. В. Шаров, Д. В. Лубко. — Мелітополь: Вид-во МДПУ ім. Б. Хмельницького, 2015. — 144 с.
- Осадчий В. В. Онтолого-керована модель представлення знань: нав. посіб. / В. В. Осадчий, В. С. Балута, С. В. Шаров, А. Я. Чураков. — Мелітополь: Вид-во МДПУ ім. Б. Хмельницького, 2015. — 116 с.
- Осадчий В.В. Концепція інтелектуальної системи інформаційного та когнітивного супроводу функціонування національної рамки кваліфікацій / В.В. Осадчий, К.П. Осадча, В.С. Єремєєв, С.В. Шаров — Системи обробки інформації, 2015. — С. 88—92.

## Громадська діяльність

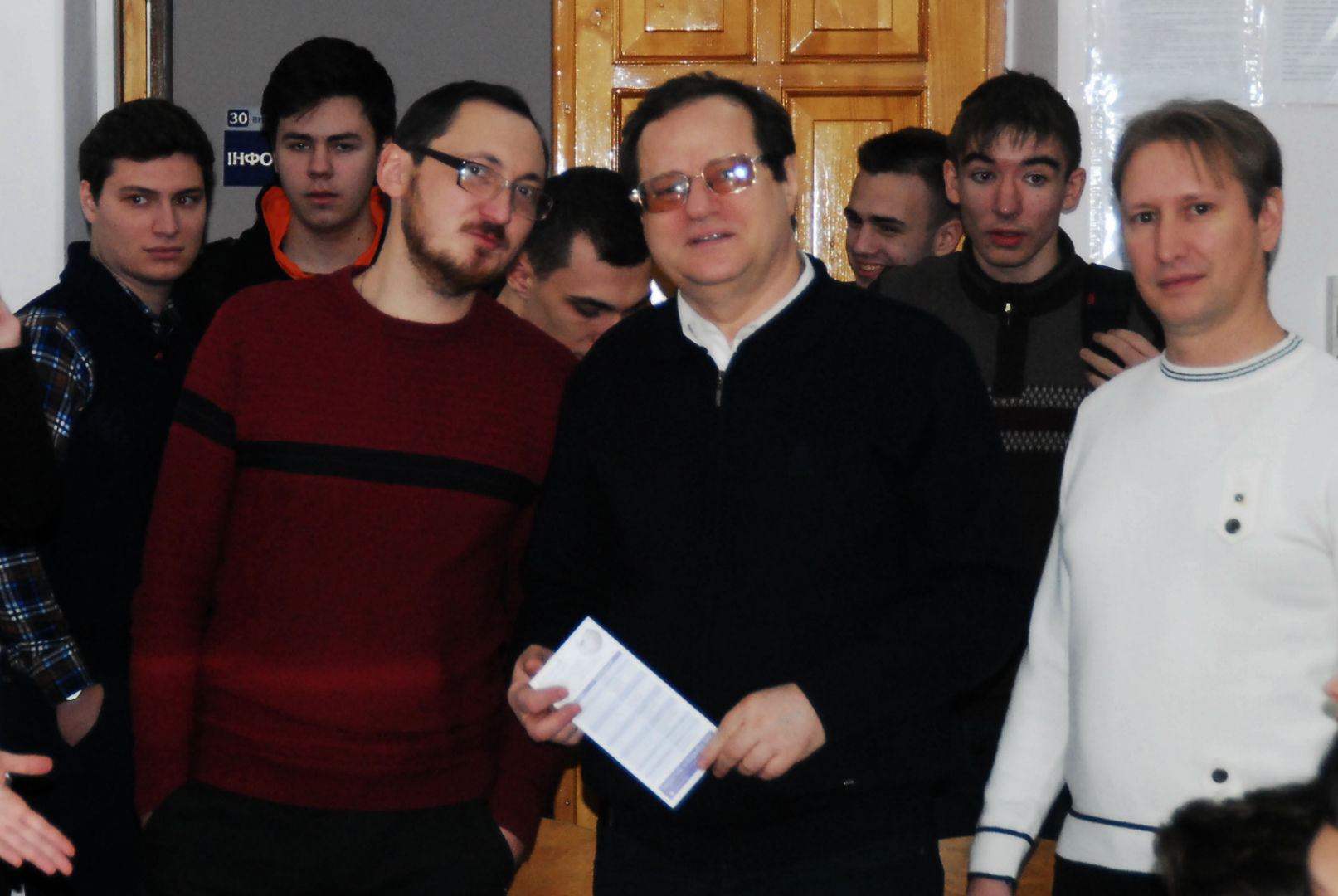
В.В. Осадчий та декан факультету інформатики і математики П.В. Бєльчев на відкритті Вікімарафону-2018 (м. Мелітополь)

В'ячеслав Осадчий є учасником і організатором багатьох конференцій у галузі ІТ-технологій, конкурсів учнівської й студентської молоді та місцевих проектів. Виступає співорганізатором Вікімарафонів у Мелітопольському державному педагогічному університеті ім. Б. Хмельницького. 
Міською владою міста Мелітополя нагороджений медаллю з нагоди святкування 15-ї річниці Незалежності України за особистий вагомий внесок у розвиток міста та держави. 